# 돌고래자리 18 b

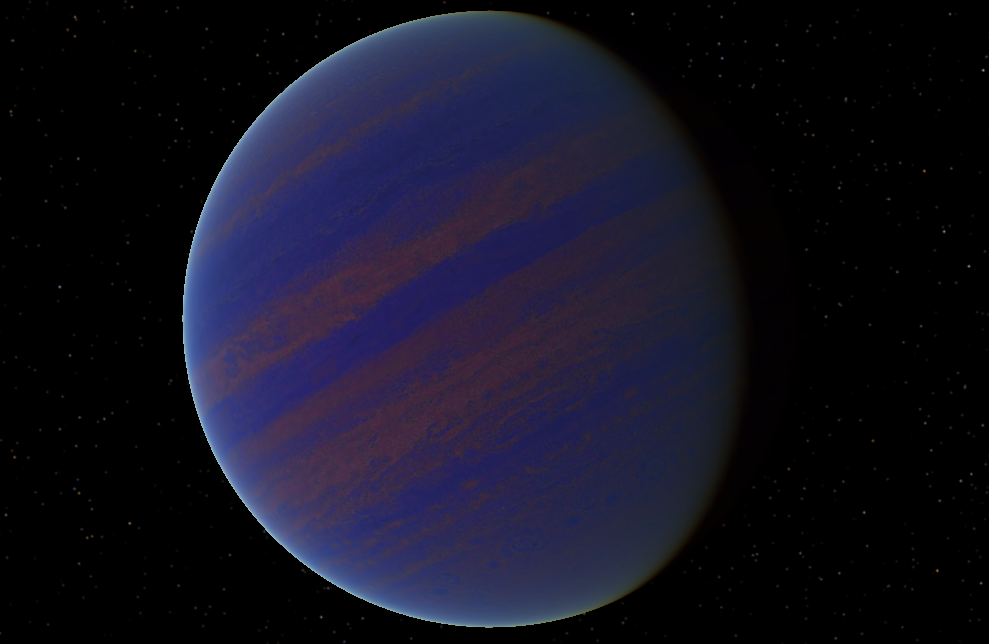

돌고래자리 18 b는 돌고래자리 방향으로 지구로부터 238 광년 떨어진 곳에 있는 항성 돌고래자리 18 주위를 도는, 외계 행성이다. 어머니 항성 돌고래자리 18은 황색 거성이다. 최소 질량은 목성의 10.3배이며 1 공전주기는 993일이다. 2008년 2월 19일 일본 오카야마 행성 탐사 프로그램을 통해, 천문학자 사토 고로 연구진이 발견했다.

## 같이 보기
- 살쾡이자리 41 b
- 독수리자리 크시 b

## 참고 문헌
- (영어) Sato 연구진 (2008년 2월 19일). “Planetary Companions around Three Intermediate-Mass G and K Giants: 18 Del, xi Aql, and HD 81688”. 《arXiv》. 2020년 2월 3일에 원본 문서에서 보존된 문서. 2009년 6월 21일에 확인함. 다음 글자 무시됨: ‘2008-07-01’ (도움말)